# Априка
Априка (итал. Aprica) је насеље у Италији у округу Сондрио, региону Ломбардија.
Према процени из 2011. у насељу је живело 1585 становника. Насеље се налази на надморској висини од 1176 м.

## Становништво
Према резултатима пописа становништва 2011. у општини је живело 1.588 становника.
| 1936. | 1951. | 1961. | 1971. | 1981. | 1991. | 2001. | 2011. |
| ----- | ----- | ----- | ----- | ----- | ----- | ----- | ----- |
| 1.103 | 1.278 | 1.214 | 1.272 | 1.516 | 1.627 | 1.588 | 1.588 |

## Партнерски градови
- Лењано
- Borgo Val di Taro